# K in Lautern

Logo 2022

K in Lautern ist ein Einkaufszentrum der ECE-Gruppe in der Innenstadt von Kaiserslautern. Die Eröffnung fand am 25. März 2015 statt. Auf insgesamt 20.900 Quadratmetern Verkaufsfläche haben sich etwa 100 Geschäfte und Gastronomiebetriebe angesiedelt.

## Lage

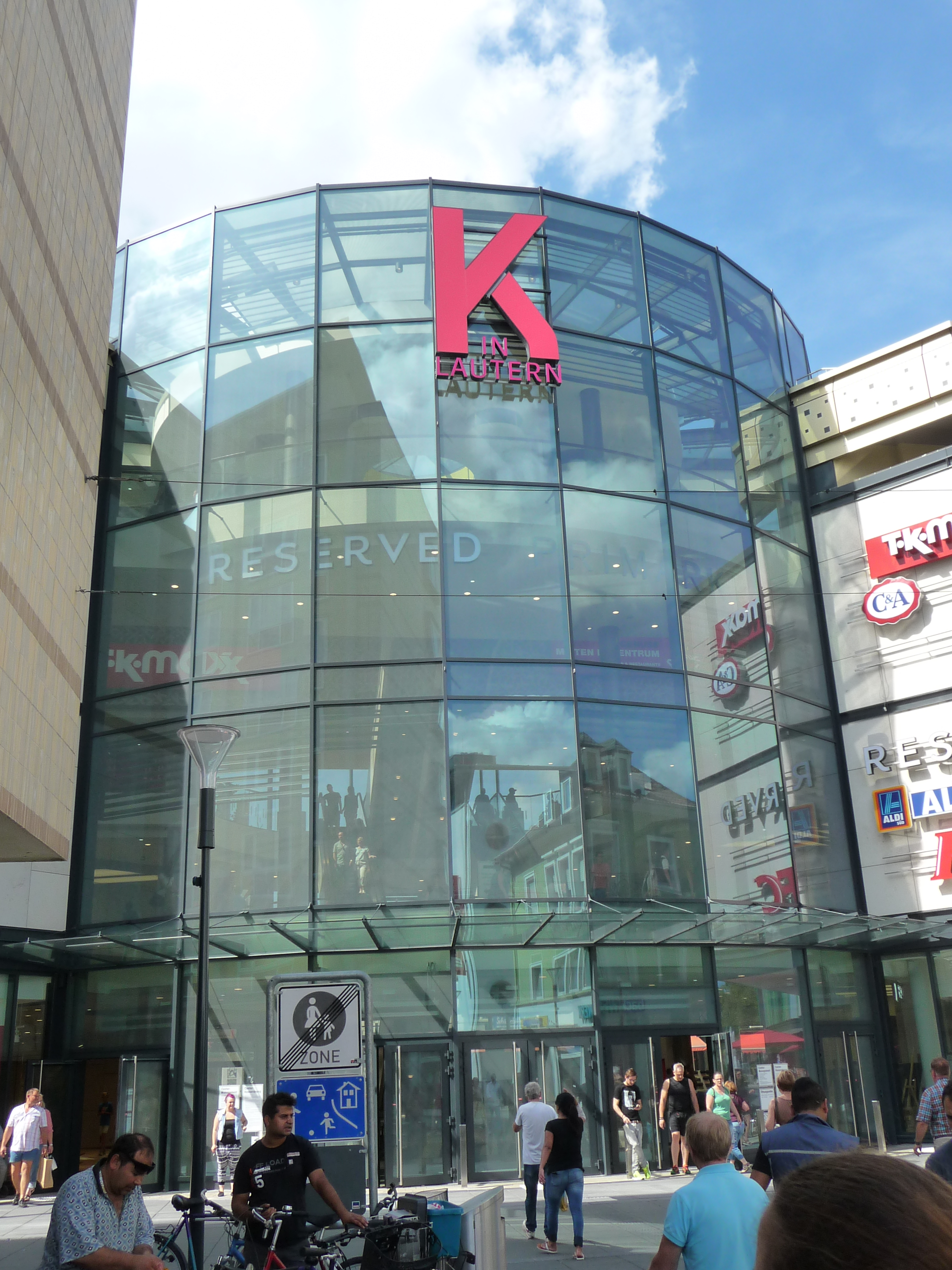
Eingang

Das Einkaufszentrum entstand auf einem innerstädtischen Areal, welches durch die Maxstraße, die Pariser Straße, die Humboldtstraße und die Königstraße begrenzt wird. Es verbindet die beiden Fußgängerzonen Fackelstraße und Mühlstraße.

## Geschichte
Auf dem heutigen Areal des Einkaufszentrum K in Lautern am sog. „Fackelrondell“ befand sich seit 1945 die Spielstätte des Pfalztheaters, ehe dieses 1995 in einen Neubau umzog. Seitdem wurden weite Teile der Fläche als Parkplatz genutzt. Zudem befand sich am südwestlichen Ende des Geländes ein Karstadt-Warenhaus, welches Ende 2010 geschlossen wurde.
Nach längerem Leerstand des ehemaligen Karstadt-Areals kam die Idee auf, ein modernes innerstädtisches Einkaufszentrum unter Einbeziehung des Karstadt-Baus zu errichten. Das Hamburger Unternehmen ECE Projektmanagement GmbH & Co. KG erhielt den Zuschlag für Bau und Betrieb. Im Oktober 2011 fand ein Bürgerentscheid zur Frage, ob das Einkaufszentrum errichtet werden soll, statt. Hierbei sprach sich eine Mehrheit für den Bau aus.
Der erste Spatenstich fand am 10. Juni 2013, die Grundsteinlegung am 23. Oktober 2013 und die Eröffnung am 25. März 2015 statt.

## Nutzung
Das Einkaufszentrum hat eine Verkaufsfläche von 20.900 Quadratmetern, welche Platz für etwa 100 Läden und Gastronomiebetriebe bietet. Zudem sind 490 Parkplätze entstanden.
Mieter der Verkaufsflächen sind u. a. die folgenden Unternehmen: BlueBrixx, Reserved, Starbucks, C&A, Aldi,  Christ und dm-drogerie markt.